# Santa Clara (California)
Santa Clara (pronunciación en inglés [sæntʌ kleɹʌ]) es una ciudad del condado de Santa Clara, en el estado de California, Estados Unidos. Se ubica 75 km al sureste de la ciudad de San Francisco e inmediatamente al noroeste de San José.
Fue fundada en 1777 como la misión franciscana de Santa Clara de Asís y según el último censo de 2000, Santa Clara tiene cerca de 102 361 habitantes.
En sus orígenes, la ciudad se dedicaba a la producción de frutas y verduras. En la segunda mitad del siglo XX, en Santa Clara se desarrolló la industria informática. Allí se encuentra la sede principal de las empresas Intel, NVIDIA, Synaptics, McAfee, Applied Materials y anteriormente Sun Microsystems.
La Universidad de Santa Clara fue fundada en 1851 y es la más antigua del estado de California. Su equipo deportivo son los Santa Clara Broncos, que compiten en la División I de la NCAA. Su estadio principal, el Buck Shaw Stadium, también se utilizó para partidos de local de los San Jose Earthquakes de la Major League Soccer desde 2008 hasta 2014. Por su parte, los San Francisco 49ers de la National Football League juegan desde 2014 en el Levi's Stadium.
En Santa Clara se encuentra el parque de diversiones California's Great America.

## Ciudades hermanas
- Coímbra, Portugal (desde 1972)
- Izumo, Japón (desde 1986)
- Limerick, Irlanda (desde 2014)